# Berg im Attergau
Berg im Attergau là một đô thị thuộc huyện Vöcklabruck thuộc bang Oberösterreich, Áo. Đô thị Berg im Attergau có diện tích 20 km², dân số thời điểm năm 2006 là 987 người.